# فيليب جي. جونسون
فيليب جي. جونسون (بالإنجليزية: Philip G. Johnson)‏ هو شخصية أعمال أمريكي، ولد في 5 نوفمبر 1894، وتوفي في 14 سبتمبر 1944.